# Święty Franciszek medytujący (obraz Francisco de Zurbarána)
Święty Franciszek medytujący (hiszp. San Francisco en meditación) – obraz olejny na płótnie hiszpańskiego malarza Francisco de Zurbarána z ok. 1635 roku, znajdujący się w zbiorach Timken Museum of Art w San Diego.
Spod pędzla Francisca de Zurbarán wyszło ponad trzydzieści wersji portretów św. Franciszka z Asyżu. Obraz z San Diego powstał w ok. 1635 roku. Artysta namalował Franciszka na płótnie (wymiary 93,3 × 68,6 cm). Święty, ubrany w brązowy habit z kapturem naciągniętym na głowę, jest pogrążony w głębokiej medytacji, w ręku trzymaja ludzką czaszkę. Malarz użył barw ponurych, potęgujących efekt światłocienia. Półpostać ukazana została w półprofilu. Muzealny numer katalogowy: 2015:001 (Timken Museum of Art).
Darczyńcy zakupili obraz dla Timken Museum of Art w październiku 2015 roku od prywatnego kolekcjonera.

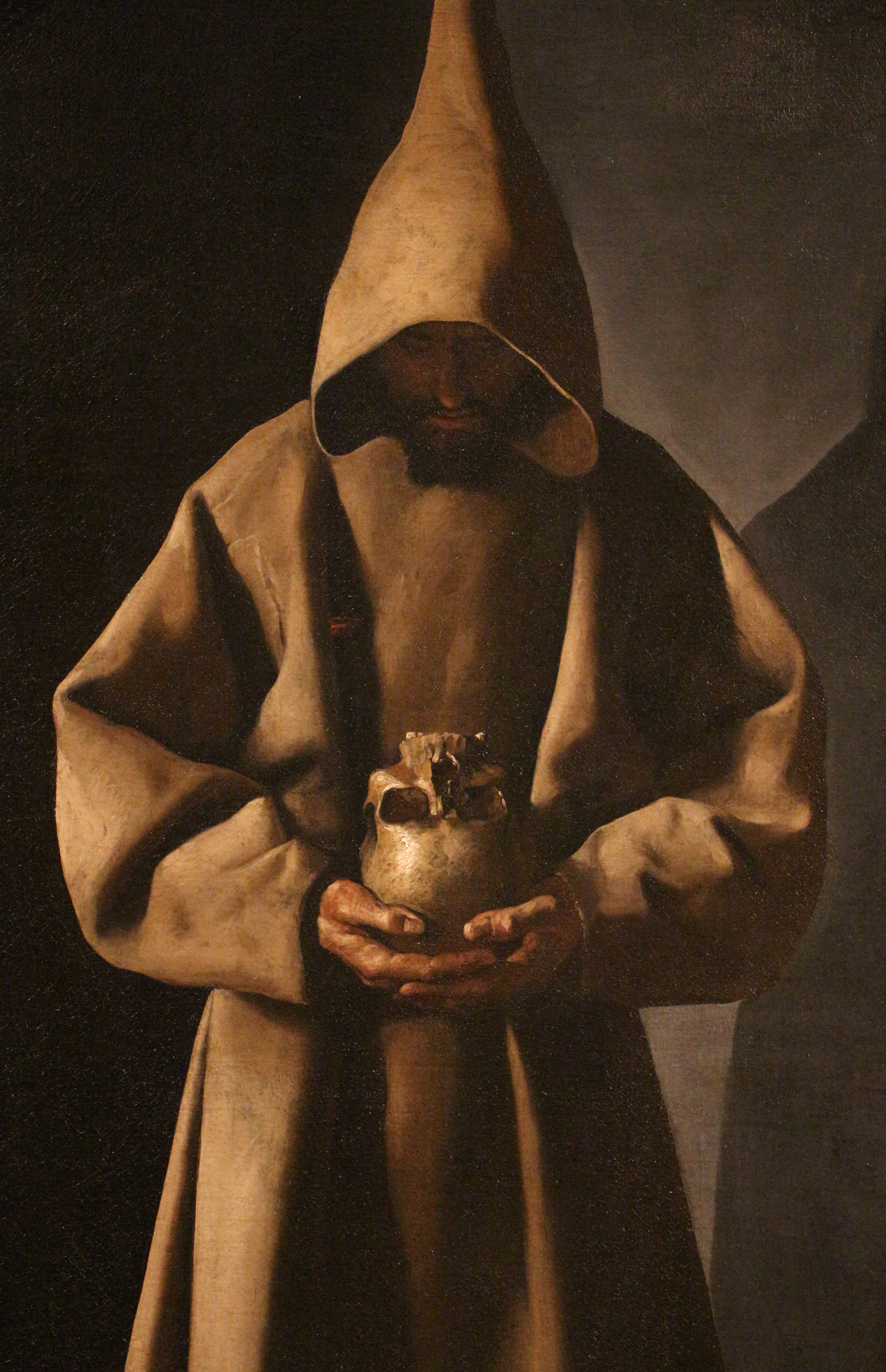
Milwaukee Art Museum (1630–1634)
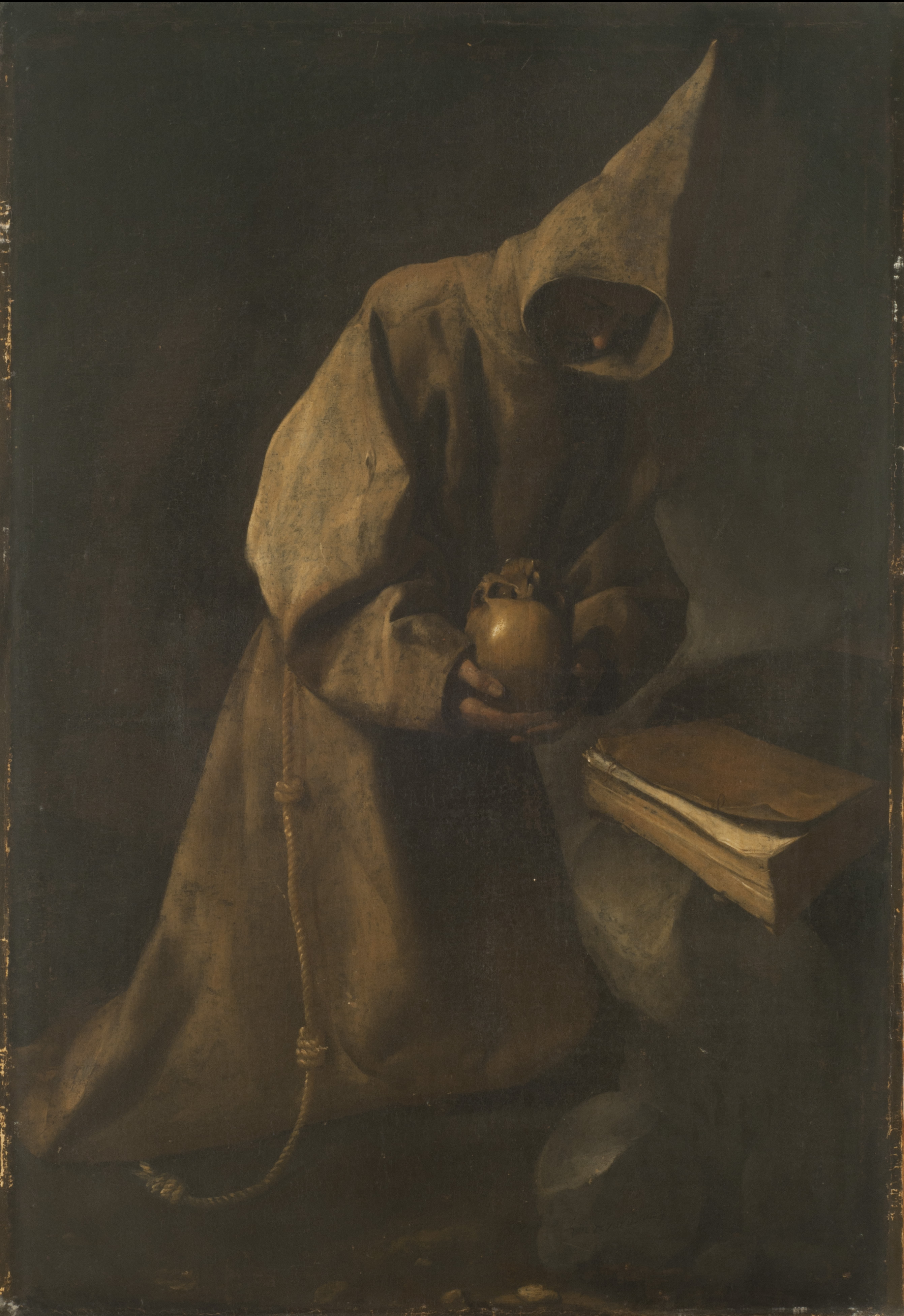
Muzeum Sztuk Pięknych w Buenos Aires (1632)
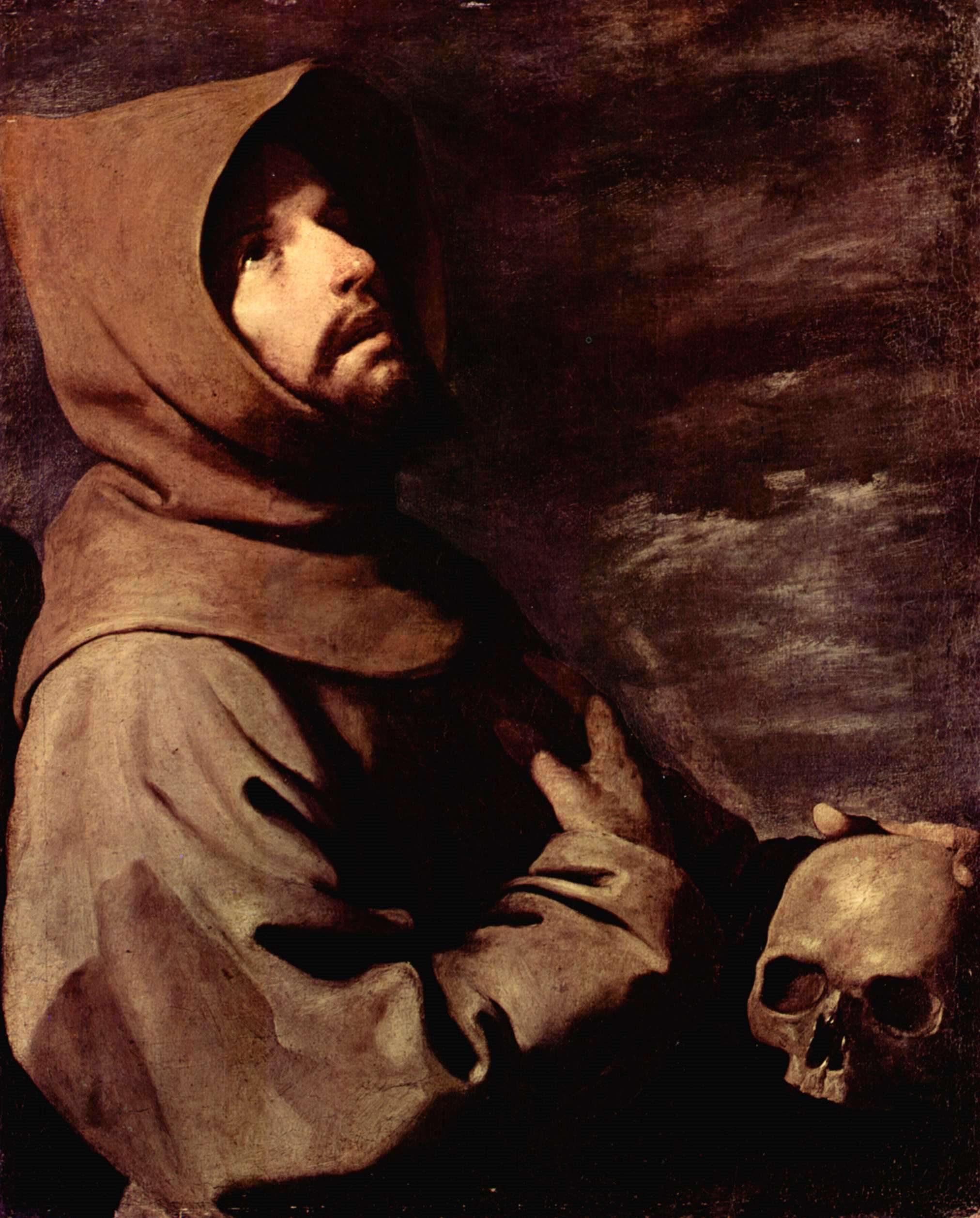
Stara Pinakoteka, Monachium (ok. 1660)